# Dryopteris burgessii
Dryopteris burgessii är en träjonväxtart som beskrevs av Boiv. Dryopteris burgessii ingår i släktet Dryopteris och familjen Dryopteridaceae. Inga underarter finns listade.